# جون دينيسون بالدوين
جون دينيسون بالدوين هو سياسي أمريكي، ولد في 28 سبتمبر 1809 في نورث ستونينغتون في الولايات المتحدة، وتوفي في 8 يوليو 1883 في ورسستر في الولايات المتحدة. نشط حزبياً في الحزب الجمهوري. وقد انتخب عضو مجلس نواب كونيتيكت ‏ وانتخب عضو مجلس النواب الأمريكي ‏.